# 石田光義
石田 光義（いしだ みつよし、1943年 - ）は、日本の法学者（憲法）。
三重県出身。早稲田大学政治経済学部・大隈記念大学院公共経営研究科教授を経て、台湾淡江大学客座教授。元三重県知事の北川正恭は義弟。

## 学歴
- 1969年 - 早稲田大学第一政治経済学部政治学科卒業
- 1974年 - 早稲田大学大学院政治学研究料博士課程単位取得退学

## 職歴
- 1988年 - 早稲田大学政治経済学部専任講師
- 1990年 - 早稲田大学政治経済学部助教授
- 1995年 - 早稲田大学政治経済学部教授

## 著書
- 『憲法要論』（敬文堂）
- 『政治のしくみ』（ナツメ社）